# Église en bois Saint-Élie de Smederevska Palanka
Pour les articles homonymes, voir Église Saint-Élie.
L'église en bois Saint-Élie de Smederevska Palanka (en serbe cyrillique : Црква брвнара Светог Илије у Смедеревској Паланци ; en serbe latin : Crkva brvnara Svetog Ilije u Smederevskoj Palanci) est une église orthodoxe serbe située à Smederevska Palanka et dans le district de Podunavlje en Serbie. Elle est inscrite sur la liste des monuments culturels de grande importance de la république de Serbie (identifiant no SK 550).

## Présentation
L'église, dédiée à saint Élie, se trouve au centre du cimetière de Smederavska Palanka ; elle est la plus grande église bois de Serbie. Elle a été construite en 1827-1828 grâce à des fonds du prince Miloš Obrenović. D'abord située au centre de la ville, elle a été transférée à son emplacement actuel en 1906 au moment de la construction de l'église de la Transfiguration,. Elle a peut-être été construite par Petar Andrejević, originaire de Smederevska Palanka.

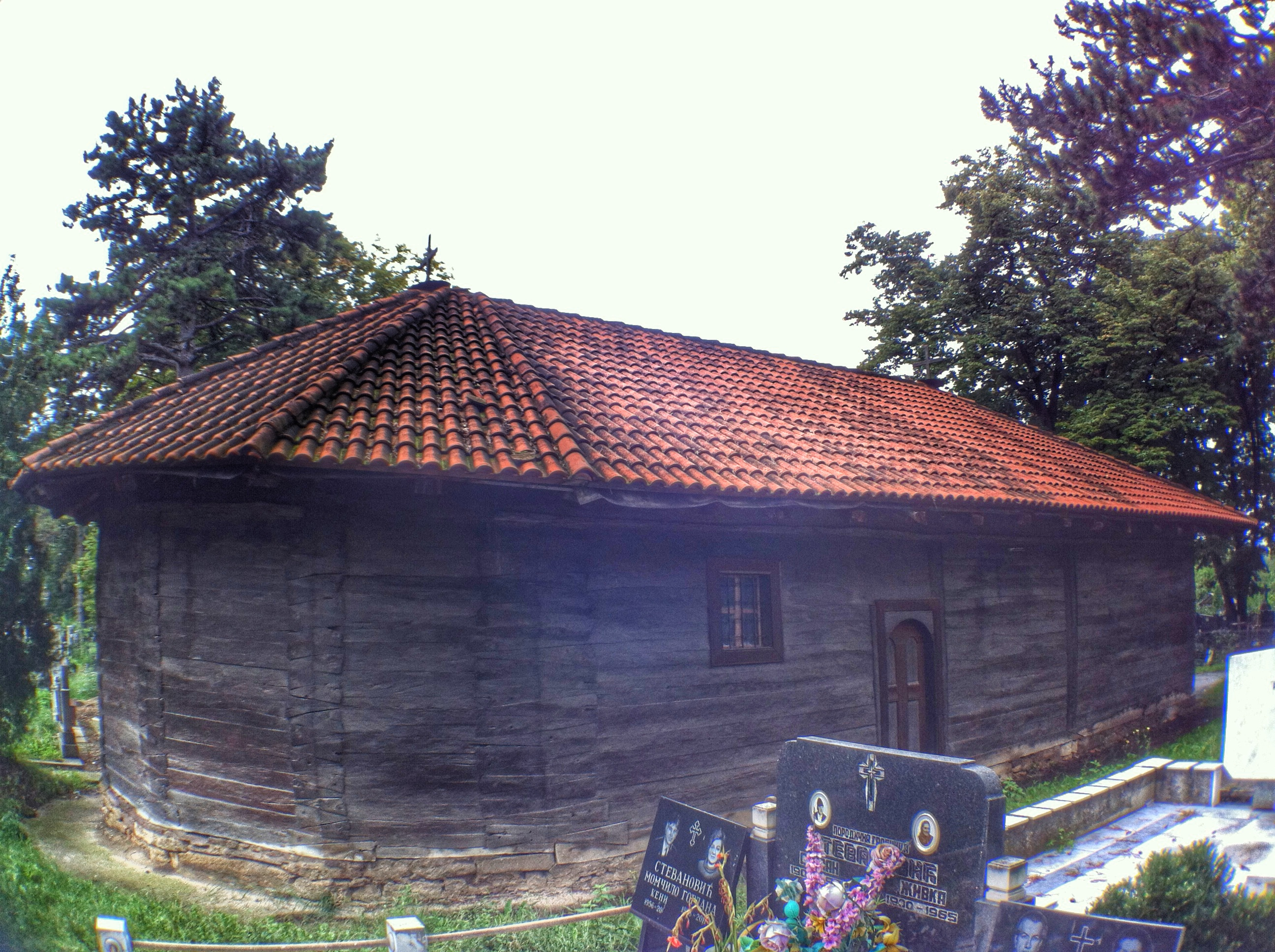
Autre vue de l'église

L'église, dépourvue de porche, est dotée d'un toit recouvert de tuiles. L'intérieur, spacieux, est surmonté d'une voûte en berceau. L'édifice est constitué d'une nef unique prolongée par une abside polygonale et précédée par un narthex. Le sol est recouvert de carreaux en briques. L'édifice repose sur un soubassement en pierres sur lequel s'élèvent les murs en bois de chêne,.
À l'intérieur, l'iconostase remonte aux années 1830 ; à l'exception des « portes royales », toutes les icônes ont été peintes par Jovan Stergević, davantage connu sous le nom de Janja Moler, un artiste originaire de Macédoine qui a notamment travaillé à trois autres églises en bois : à l'église de Brzan, à l'église de Lozovik et à l'église de la Sainte-Trinié de Selevac. L'église abrite aussi des objets précieux, dont un chandelier sculpté dans une seule pièce de bois, une croix en cuivre et de grands chandeliers en fer forgé.